# A Night Out
A Night Out (br: Carlitos se diverte / pt: Charlot zaragateiro) é um filme mudo estadunidense de curta-metragem de 1915, do gênero comédia, produzido por Jess Robbins para o Estúdios Essanay, e escrito, dirigido e protagonizado por Charles Chaplin.
É o primeiro filme em que Chaplin contracena com Edna Purviance. Além disso, foi o seu primeiro filme a ser realizado nos Estúdios Essanay em Niles, na Califórnia. His New Job, o primeiro filme desta fase, havia sido filmado no estúdio em Chicago.

## Sinopse

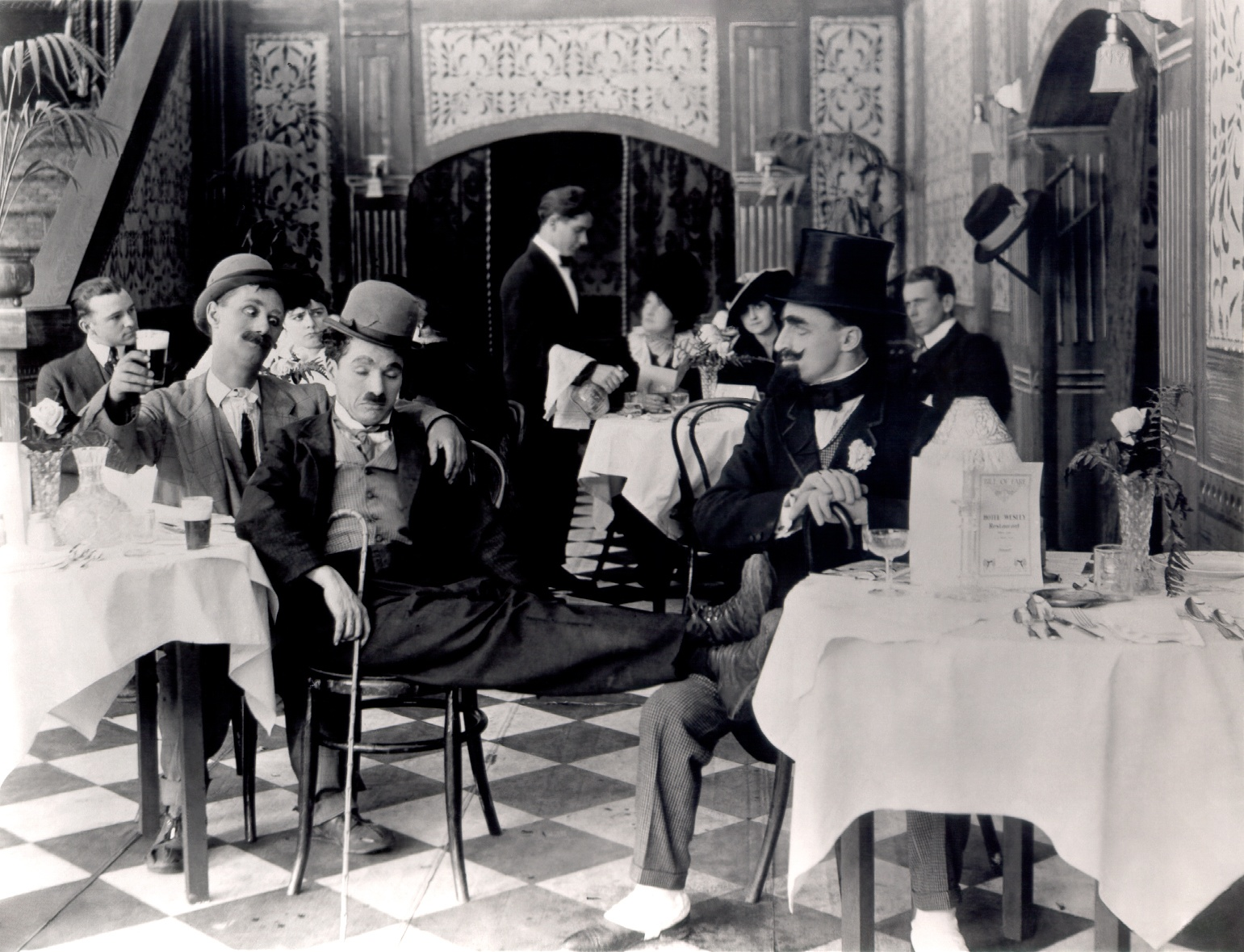
Cena do filme

Depois de fazer uma pequena visita ao bar, um farrista e seu amigo causam confusão em um restaurante, e são postos para fora por um garçom violento.
Sendo assim, os dois vão para um outro bar que se localiza dentro de um hotel. Lá, Charlie se interessa por uma moça. Sem saber que ela é a esposa do mesmo garçom que os tinha posto para fora do restaurante, Charlie tenta vê-la mais de perto, mas é vetado pelo mensageiro do hotel. Bravo, ele decide ir beber em paz em um outro hotel. A moça e o garçom, também insatisfeitos com o serviço do hotel, vão para o mesmo que Charlie decidiu ir. Charlie se vê em uma situação comprometedora quando o cachorro da moça entra em seu quarto, e ela, vestida com pijama, à procura do cachorro, o garçom que estava procurando a sua esposa, a encontra com Charlie em seu quarto.
A cena envolvendo a moça de pijamas, o cachorro e Carlitos é inspirada no primitivo argumento de um dos primeiros curtas de Chaplin na Keystone, Mabel's Strange Predicament, cujo roteiro era de Henry Lehrman.

## Elenco
- Charles Chaplin .... farrista
- Ben Turpin .... amigo do farrista
- Bud Jamison .... garçom
- Edna Purviance .... esposa do garçom
- Leo White .... recepcionista do hotel / dândi francês
- Fred Goodwins .... recepcionista no segundo hotel

## Curiosidades
- Chaplin conheceu Edna Purviance em São Francisco, quando ele estava procurando uma atriz para fazer par com ele em seus filmes.